# Verteidigungsministerium der Volksrepublik China

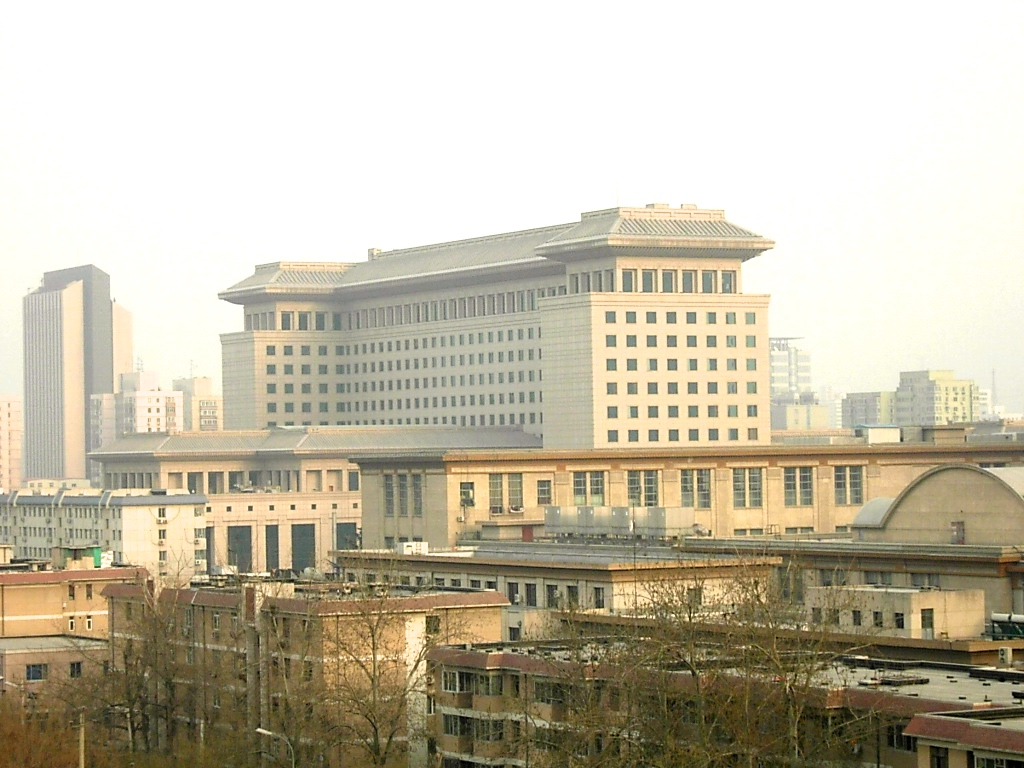
Das VBA-Gebäude in Peking, Sitz des Verteidigungsministeriums.

Das Verteidigungsministerium der Volksrepublik China (chinesisch 中国国防部, Pinyin Zhōngguó Guófángbù) ist ein Ministerium, das dem Staatsrat unterstellt ist. Der Verteidigungsminister hat jedoch im Gegensatz zu westlichen Gepflogenheiten keine direkte Stellung in der Befehlskette, dies bleibt der dem Ministerium übergeordneten Zentralen Militärkommission vorbehalten. Das Verteidigungsministerium übernimmt die diplomatische Vertretung der Volksbefreiungsarmee nach außen hin.

## Geschichte

### Vorläufer
Die Kommunistische Partei Chinas besitzt seit 1925 eine Kommission für militärische Angelegenheiten, die sich zunächst mit der politischen Arbeit unter den Kadetten der Whampoa-Militärakademie und den Soldaten der Nationalrevolutionären Armee der Kuomintang befasste. Als nach dem Nanchang-Aufstand am 1. August 1927 die von Zhu De, Zhou Enlai und Liu Bocheng geführten abtrünnigen Kuomintantg-Einheiten zur Armee der KPCh wurden, entwickelte sich die Militärkommission zum Generalstab der Roten Armee, und nach der Gründung der Chinesischen Sowjetrepublik (中华苏维埃共和国, Pinyin Zhōnghuá Sūwéi'āi Gònghéguó) am 7. November 1931 wurde sie, nun "Zentrale Revolutionäre Militärkommission" genannt, zum Verteidigungsministerium des jungen Staates, mit Abteilungen für Mobilmachung, Ausbildung etc.
Nach dem Sieg über die Kuomintang wurde die „Revolutionäre Militärkommission des Volkes“ mit dem „Gemeinsamen Programm der Politischen Konsultativkonferenz des Chinesischen Volkes“, einer Art Interimsverfassung, die von der Politischen Konsultativkonferenz des Chinesischen Volkes am 29. September 1949 verabschiedet wurde, in den Rang eines Verfassungsorgans erhoben. In Artikel 20 heißt es dort: „Die Volksrepublik China stellt einheitliche Streitkräfte auf, namentlich die Volksbefreiungsarmee und die Einheiten der Volkspolizei. Sie unterstehen dem Kommando der Volksrevolutionären Militärkommission der Zentralen Volksregierung.“
Das heißt, mit der Gründung der Volksrepublik China am 1. Oktober 1949 wurde die ehemalige Parteigliederung eine staatliche Behörde. Behördenleiter war Mao Zedong.

### Aufbauphase
Am 20. September 1954 verabschiedeten die 1226 Delegierten des 1. Nationalen Volkskongresses die erste ordentliche Verfassung Chinas. In Artikel 42 heißt es dort: "Der Vorsitzende der Volksrepublik China hat den Oberbefehl über die bewaffneten Streitkräfte des Landes und ist Vorsitzender des Nationalen Verteidigungsrates." "Vorsitzender der Volksrepublik China" (中华人民共和国主席, Pinyin Zhōnghuá Rénmín Gònghéguó Zhǔxí) war die damalige Bezeichnung für den Präsidenten, also Mao Zedong. In Artikel 27 Absatz 6 war festgelegt, dass der Präsident seine Stellvertreter sowie die restlichen Mitglieder des Verteidigungsrats vorschlägt, die dann vom Nationalen Volkskongress bestätigt werden müssen und laut Artikel 28 gegebenenfalls auch entlassen werden können. Der Präsident wurde ebenfalls vom Volkskongress gewählt und entlassen. Die "Volksrevolutionäre Militärkommission" wurde abgeschafft.
Der Nationale Verteidigungsrat war nur ein beratendes Organ; für die Verwaltungsarbeit bei der damals 4 Millionen Mann starken Volksbefreiungsarmee
schuf der Volkskongress ein Verteidigungsministerium (国防部, Pinyin Guófángbù), bei dem immer ein aktiver Offizier an der Spitze stehen musste. Erster Verteidigungsminister wurde am 28. September 1954 Generalleutnant Peng Dehuai.

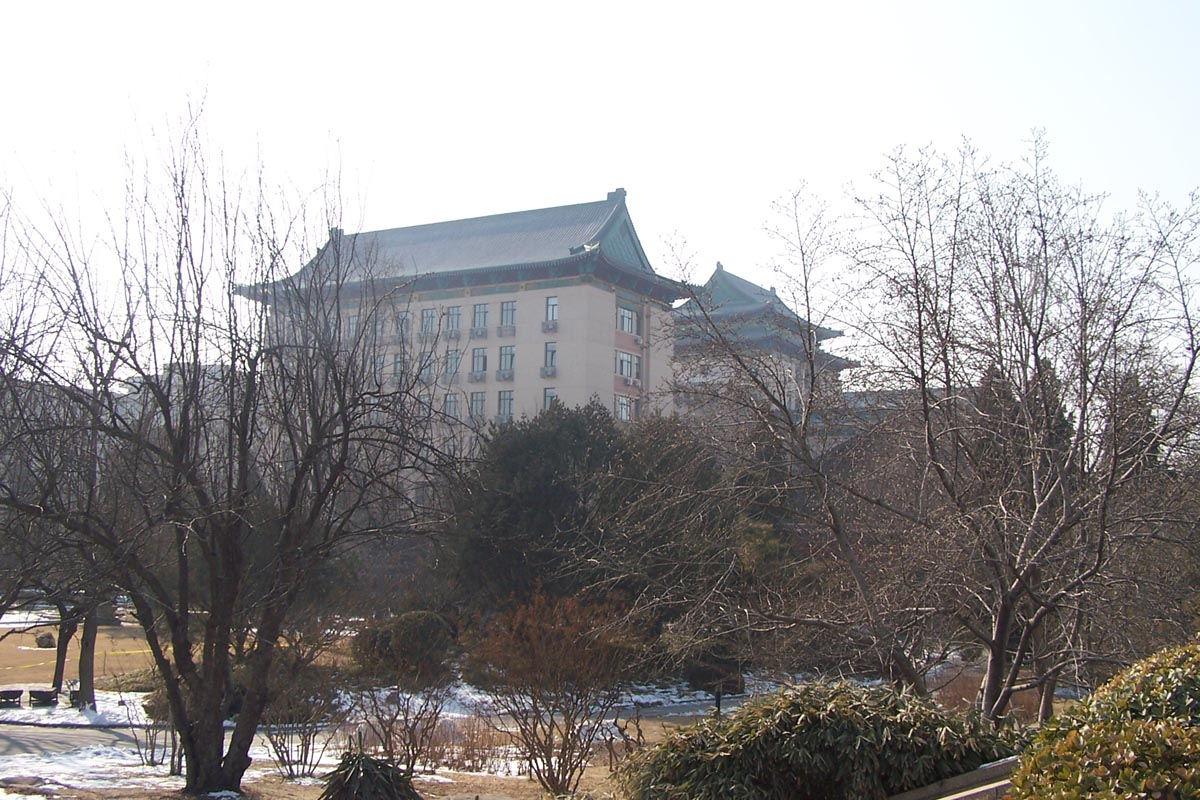
Das Drei-Ehrentore-Gebäude in der Jingshan-Straße, bis 1999 Sitz des Verteidigungsministeriums.

Peng Dehuai bezog ein Büro im Drei-Ehrentore Gebäude (三座门, Pinyin Sān Zuò Mén), Vordere Jingshan-Straße 20, wo seit 1949 die Volksrevolutionäre Militärkommission bzw. nun der Nationale Verteidigungsrat untergebracht waren.
Als eine seiner ersten Amtshandlungen berief er im November 1954 sieben erfahrene Generäle aus dem Hauptquartier der Volksbefreiungsarmee als Staatssekretäre (副部长, Pinyin Fù Bùzhǎng) ins Verteidigungsministerium, die ihn beim Aufbau der neuen Behörde unterstützen sollten:
- Huang Kecheng (黄克诚, 1902–1986)
- Tan Zheng (谭政, 1906–1988)
- Xiao Jinguang (萧劲光, 1903–1989)
- Wang Shusheng (王树声, 1905–1974)
- Xiao Ke (萧克, 1907–2008)
- Li Da (李达, 1905–1993)
- Liao Hansheng (廖汉生, 1911–2006)

Peng Dehuai war bereits 1931 stellvertretender Vorsitzender der "Zentralen Revolutionären Militärkommission" (中央革命军事委员会, Pinyin Zhōngyāng Gémìng Jūnshì Wěiyuánhuì) der Chinesischen Sowjetrepublik gewesen, also "Vizeverteidigungsminister", und wusste wie ein Verteidigungsministerium organisiert sein musste, um effiziente Abläufe zu gewährleisten. Für seine jetzige Dienststelle orientierte er sich jedoch an der Organisationsstruktur des sowjetischen Verteidigungsministeriums und schuf 8 Abteilungen:
- Generalstab (总参谋部, Pinyin Zǒngcānmóubù)
- Hauptabteilung für die Überwachung der Ausbildung (训练总监部, Pinyin Xùnliàn Zǒngjiānbù)
- Abteilung für die Kontrolle der Bewaffneten Kräfte (武装力量监察部, Pinyin Wǔzhuāng Lìliàng Jiānchábù)
- Politische Hauptabteilung (总政治部, Pinyin Zǒngzhèngzhìbù)
- Hauptabteilung für Kaderangelegenheiten (总干部部, Pinyin Zǒnggànbùbù)
- Hauptabteilung für Logistik (总后勤部, Pinyin Zǒnghòuqínbù)
- Hauptabteilung für Finanzwesen (总财务部, Pinyin Zǒngcáiwùbù)
- Hauptzeugamt (总军械部, Pinyin Zǒngjūnxièbù)

Während aber in der Sowjetunion das Verteidigungsministerium mit tatsächlicher Befehlsbefugnis ausgestattet war, existierte in China daneben noch die vom Politbüro der Kommunistischen Partei Chinas am 28. September 1954, dem Tag von Peng Dehuais Ernennung zum Verteidigungsminister, eingerichtete und von Mao Zedong geleitete
"Zentrale Militärkommission der Kommunistischen Partei Chinas" (中共中央军事委员会, Pinyin Zhōng Gòng Zhōngyāng Jūnshì Wěiyuánhuì), die unterhalb des Politbüros bzw. des Sekretariats der Kommunistischen Partei Chinas (中国共产党中央书记处, Pinyin Zhōngguó Gòngchǎndǎng Zhōngyāng Shūjìchù) angesiedelt war. Die neugeschaffene ZMK der Partei hatte den Auftrag, die Volksbefreiungsarmee sowie die anderen bewaffneten Einheiten Chinas (Volksmiliz und Bewaffnete Volkspolizei) zu führen. Im Allgemeinen sollten die Beschlüsse des Politbüros, des Sekretariats sowie der Partei-ZMK selbst unter dem Namen der Zentralen Militärkommission der Kommunistischen Partei auf dem internen Dienstweg (内部系统, Pinyin nèibù xìtǒng) an die Einheiten weitergegeben werden. Bei Befehlen und Dienstanweisungen, die veröffentlicht werden mussten, wurde dies unter dem Namen des Staatsrats oder des Verteidigungsministeriums getan. Da Peng Dehuai neben seiner Tätigkeit als Verteidigungsminister gleichzeitig als Vizevorsitzender der Partei-ZMK deren Tagesgeschäft leitete, ließ sich dies an sich leicht bewerkstelligen.
Die Reibungsverluste entstanden im Verteidigungsministerium selbst. Da nirgendwo festgelegt war, welche Befehle, Dienstanweisungen und Anforderungen der Unterschrift des Ministers bedurften und welche direkt von der ZMK ausgegeben werden konnten, kam es zwischen Peng Dehuai und General Su Yu (粟裕, 1907–1984), dem Chef des Generalstabs, immer wieder zu Konflikten. Schließlich erarbeitete Su Yu einen Entwurf für „Richtlinien bezüglich der Amtspflichten von Verteidigungsministerium und Generalstab“ (国防部与总参职责条例), den er der Zentralen Militärkommission in ihrer Sitzung vom 16. März 1955 zum Beschluss vorlegte. Die ZMK konnte sich jedoch nicht auf verbindliche Regeln einigen.
Erst als Su Yu zum 19. September 1958 als Generalstabschef abgelöst wurde und einen Posten als Staatssekretär im Verteidigungsministerium erhielt, während General Huang Kecheng im Oktober 1958 seinen Staatssekretärposten aufgab und die Leitung des Generalstabs übernahm, kehrte Ruhe im Haus ein.
Kaum ein Jahr nach dieser Rochade, im August 1959, wurde Peng Dehuai wegen seiner heftigen Kritik an Mao im Zusammenhang mit dem Großen Sprung nach vorn unter dem Vorwand der Kollaboration mit der Sowjetunion seiner Ämter enthoben. Neuer Verteidigungsminister wurde auf Vorschlag von Mao Zedong am 17. September 1959 Feldmarschall Lin Biao;
am 26. September übernahm Lin dann auch Peng Dehuais Posten als Vizevorsitzender der Zentralen Militärkommission der KPCh, wo er, wie sein Vorgänger, das Tagesgeschäft leitete.

### Modernisierung

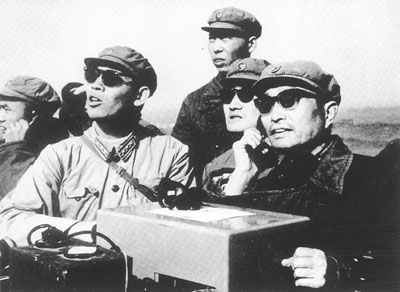
General Zhang Aiping (ganz rechts am Feldtelefon) meldet Zhou Enlai die erfolgreiche Zündung der ersten chinesischen Atombombe (16. Oktober 1964).

Lin Biao erhöhte zwar die Zahl der Staatssekretäre im Verteidigungsministerium auf 11, gleichzeitig trieb er aber auch die von seinem Amtsvorgänger in die Wege geleitete Modernisierung der Volksbefreiungsarmee voran. Am 6. August 1956 hatte Peng Dehuai im Verteidigungsministerium das sogenannte „Fünfte Büro“ (第五局, Pinyin Dìwǔ Jú) unter der Leitung von Zhong Fuxiang (钟夫翔, 1911–1992) eingerichtet, mit Qian Xuesen vom California Institute of Technology als Chefingenieur. Am 8. Oktober 1956 wurde dann in Peking das „5. Forschungsinstitut des Verteidigungsministeriums“ (国防部第五研究院, Pinyin Guófángbù Dìwǔ Yánjiūyuàn) gegründet, das am 1. März 1957 das Personal des Fünften Büros übernahm. Qian Xuesen wurde Leiter des Instituts, das sich im Weiteren mit der Entwicklung der chinesischen Atombombe und von Trägerraketen für Kernwaffen befasste.
Dies fand in der Partei nicht uneingeschränkte Zustimmung. Im November 1961 berichtete Zhang Aiping, stellvertretender Chef des Generalstabs, zusammen mit Qian Xuesen stellvertretender Vorsitzender der Kommission für Wehrtechnik der Volksbefreiungsarmee und stellvertretender Leiter des am 8. November 1961 gegründeten „Büros für Rüstungsindustrie beim Staatsrat“ (国务院国防工业办公室), dass ihm gegenüber eine ganze Reihe von Mitgliedern des Zentralkomitees der KPCh den Wunsch geäußert hätten, das Kernwaffenprogramm aufzugeben. Lin Biao antwortete jedoch, dass die Arbeit an der Atombombe unbedingt weitergehen müsse, „selbst wenn wir sie mit Brennholz zur Detonation bringen müssten.“
Feldmarschall Lin war zu diesem Zeitpunkt – abgesehen von seinen Posten als Verteidigungsminister und Vizevorsitzender der ZMK – stellvertretender Vorsitzender des Zentralkomitees der KPCh sowie Vizekanzler der Volksrepublik China, und damit nach Mao Zedong der zweitmächtigste Mann im Staat. Das Kernwaffenprogramm wurde fortgeführt, und am 16. Oktober 1964 wurde auf dem Kernwaffentestgelände Lop Nor unter Aufsicht von Zhang Aiping die erste chinesische Atombombe erfolgreich gezündet.
Lin Biaos Ansehen stieg. Auf dem 9. Parteitag der KPCh, der vom 1. bis 24. April 1969 in Peking abgehalten wurde, schrieben die 1512 Delegierten, 3/4 davon aus der Volksbefreiungsarmee, formell in die Parteisatzung, dass Lin Biao der designierte Nachfolger Mao Zedongs sei.
Dann kam es jedoch zum Zerwürfnis mit Mao, und in den frühen Morgenstunden des 13. September 1971 kam Lin auf der Flucht in die Sowjetunion beim Absturz seines Flugzeugs ums Leben.
Da die oberste Kommandogewalt in China sowieso von der Zentralen Militärkommission ausging, wurde der Posten des Verteidigungsministers zunächst nicht wieder besetzt. Der Verwaltungsapparat des Ministeriums, und vor allem die zum Ministerium gehörenden Forschungsinstitute, blieben jedoch bestehen. Ende 1971 verfügte das Verteidigungsministerium über folgende Forschungseinrichtungen:
- 5. Forschungsinstitut des Verteidigungsministeriums (国防部第五研究院, Pinyin Guófángbù Dìwǔ Yánjiūyuàn), Kernwaffen und Raketentechnologie, seit 1999 China Aerospace Science and Technology Corporation genannt
- 6. Forschungsinstitut des Verteidigungsministeriums (国防部第六研究院, Pinyin Guófángbù Dìliù Yánjiūyuàn), Luftwaffe, seit 2008 Aviation Industry Corporation of China genannt
- 7. Forschungsinstitut des Verteidigungsministeriums (国防部第七研究院, Pinyin Guófángbù Dìqī Yánjiūyuàn), Marine, seit 1999 China Shipbuilding Industry Corporation genannt
- 10. Forschungsinstitut des Verteidigungsministeriums (国防部第十研究院, Pinyin Guófángbù Dìshí Yánjiūyuàn), Panzer, seit 2016 zur Militärhochschule der Volksbefreiungsarmee gehörend[16]

Vom 13. bis zum 17. Januar 1975 tagte nach zehnjähriger Pause (man befand sich in der Kulturrevolution) wieder der Nationale Volkskongress und verabschiedete eine neue Verfassung, wo in Artikel 15 stand, dass nun der Vorsitzende der Kommunistischen Partei Chinas, also Mao Zedong, die bewaffneten Kräfte, das heißt die Volksbefreiungsarmee und die Volksmiliz befehligte.
Außerdem ernannte das Parlament am 17. Januar 1975 Ye Jianying, stellvertretender Vorsitzender des Zentralkomitees der KPCH und 1955 zum Feldmarschall ernannt, zum Verteidigungsminister. Keine zwei Jahre später, am 6. Oktober 1976, ließen Ye und der neue Parteivorsitzende Hua Guofeng – Mao war am 9. September 1976 gestorben – die Viererbande verhaften, womit die Kulturrevolution offiziell beendet war.
Damit geriet das Verteidigungsministerium endlich in ruhiges Fahrwasser. Nach sieben weiteren Verfassungsänderungen hat derzeit (2018) die Zentrale Militärkommission der Volksrepublik China das Oberkommando über die Streitkräfte.
Die zum Ministerium gehörenden Forschungsinstitute wurden 1999 ausgelagert und operieren heute mit Ausnahme des 10., das sich in Shijiazhuang unter dem Dach der Militärhochschule der Volksbefreiungsarmee mit der Entwicklung und Verbesserung von gepanzerten Fahrzeugen befasst, als sogenannte "Zentral Verwaltete Unternehmen" (中央管理企业, Pinyin Zhōngyāng Guǎnlǐ Qǐyè), das heißt, sie unterstehen dem Staatsrat der Volksrepublik China, sind zu 100 % in Staatsbesitz und firmieren nach außen als Mischkonzern (集团公司, Pinyin Jítuán Gōngsī), mit der Erwartung, kostendeckend zu arbeiten, entfernt vergleichbar mit der Deutschen Bahn.
Ende 1999 fand auch der Umzug des Verteidigungsministeriums in das neu errichtete VBA-Gebäude in der Fuxing-Straße 7 statt, im Süden des Pekinger Stadtbezirks Haidian, wo, wie im alten Drei-Ehrentore-Gebäude, ebenfalls die Zentrale Militärkommission untergebracht ist.

## Struktur
Heute besitzt das Verteidigungsministerium der Volksrepublik China zwar einen eigenen Beamtenapparat, die tatsächliche Arbeit wird jedoch von Abteilungen der Zentralen Militärkommission ausgeführt. Derzeit, das heißt seit der am 1. Januar 2016 in Kraft getretenen Militärreform,
hat das Verteidigungsministerium 4 Abteilungen:
- Büro für Öffentlichkeitsarbeit (新闻局, Pinyin Xīnwén Jú). Die Aufgaben dieser Abteilung werden in Wahrheit vom Büro für internationale militärische Zusammenarbeit der Zentralen Militärkommission (中央军委国际军事合作办公室, Pinyin Zhōngyāng Jūnwěi Guójì Jūnshì Hézuò Bàngōngshì) wahrgenommen.
- Büro für internationale militärische Zusammenarbeit (国际军事合作办公室, Pinyin Guójì Jūnshì Hézuò Bàngōngshì). Die Aufgaben dieser Abteilung werden in Wahrheit vom Büro für internationale militärische Zusammenarbeit der Zentralen Militärkommission (中央军委国际军事合作办公室, Pinyin Zhōngyāng Jūnwěi Guójì Jūnshì Hézuò Bàngōngshì) wahrgenommen.
- Einberufungsbüro (征兵办公室, Pinyin Zhēngbīng  Bàngōngshì). Die Aufgaben dieser Abteilung werden in Wahrheit von der Kanzlei der Abteilung für Volksmobilisierung der Zentralen Militärkommission (中央军委国防动员部办公厅, Pinyin Zhōngyāng Jūnwěi Guófáng Dòngyuánbù Bàngōngtīng) wahrgenommen.
- Büro für Friedenssicherungseinsätze im Rahmen der Vereinten Nationen (维和事务办公室, Pinyin Wéihé Shìwù Bàngōngshì). Die Aufgaben dieser Abteilung werden in Wahrheit vom Nachrichtendienst des Gemeinsamen Generalstabs an der Zentralen Militärkommission (中央军委联合参谋部情报局, Pinyin Zhōngyāng Jūnwěi Liánhé Cānmóubù Qíngbàojú) wahrgenommen.

## Verteidigungsminister
|  | Name                        | Amtszeit                                |
|  | --------------------------- | --------------------------------------- |
|  | Generalleutnant Peng Dehuai | 28. September 1954 – 16. August 1959    |
|  | Feldmarschall Lin Biao      | 17. September 1959 – 13. September 1971 |
|  | Ye Jianying                 | 17. Januar 1975 – 26. Februar 1978      |
|  | Xu Xiangqian                | 26. Februar 1978 – 6. März 1981         |
|  | Geng Biao                   | 6. März 1981 – 19. November 1982        |
|  | Zhang Aiping                | 19. November 1982 – 12. April 1988      |
|  | General Qin Jiwei           | 12. April 1988 – 29. März 1993          |
|  | General Chi Haotian         | 29. März 1993 – 17. März 2003           |
|  | General Cao Gangchuan       | 17. März 2003 – 17. März 2008           |
|  | General Liang Guanglie      | 17. März 2008 – 16. März 2013           |
|  | General Chang Wanquan       | 16. März 2013 – 19. März 2018           |
|  | General Wei Fenghe          | 19. März 2018 – 12. März 2023           |
|  | General Li Shangfu          | 12. März 2023 – 24. Oktober 2023        |
|  | Kommandeur Dong Jun         | seit 28. Dezember 2023                  |

Anmerkung: 1965 wurden die Dienstgrade bei der Volksbefreiungsarmee abgeschafft, im September 1988 wieder eingeführt. Vorgesetzte wurden während dieser Zeit mit der Dienststellung angesprochen, also nicht "Oberleutnant Li" sondern "Zugführer Li", nicht "Feldmarschall Ye" sondern "Minister Ye".